# Graus de liberdade
Grau de liberdade é, em estatística, o número de determinações independentes (dimensão da amostra) menos o número de parâmetros estatísticos a serem avaliados na população.
É um estimador do número de categorias independentes num teste particular ou experiência estatística. Encontram-se mediante a fórmula n-1, onde n é o número de elementos na amostra (também podem ser representados por k-1 onde k é o número de grupos, quando se realizam operações com grupos e não com sujeitos individuais).